# The Carnival (film, 1911)
Pour plus de détails, voir Fiche technique et Distribution.
The Carnival est un film américain produit par Kalem, réalisé par Sidney Olcott et sorti en 1911 avec Gene Gauntier et Jack J. Clark dans les rôles principaux. L'action se déroule à Paris, dans le milieu bohème.

## Fiche technique
- Titre original : The Carnival
- Réalisation : Sidney Olcott
- Société de production : Kalem
- Pays :  États-Unis
- Photo : George K. Hollister
- Longueur : 1 005 pieds
- Dates de sortie : 1911

## Distribution
- Gene Gauntier : Fifine
- Jack J. Clark : Jerome
- Robert G. Vignola : Leon

## Production
Le film a été tourné à Jacksonville, en Floride, où Kalem dispose d'un studio, les mois d'hiver.